# 二叶郁金香
二叶郁金香（学名：Tulipa erythronioides）是百合科郁金香属的植物。分布于中国大陆的安徽、浙江等地，目前尚未由人工引种栽培。